# 약목고등학교
약목고등학교(若木高等學校)는 대한민국 경상북도 칠곡군 약목면 무림리에 있는 공립 고등학교이다.

## 학교 연혁
- 1972년 12월 16일 : 약목고등학교 3학급 병설 설립 인가
- 1973년 1월 5일 : 초대 여영화 교장 취임(약목중학교 겸임)
- 1973년 3월 5일 : 약목고등학교 개교 및 입학식
- 1976년 1월 17일 : 제1회 졸업식(42명)
- 1979년 3월 1일 : 약목중·고등학교 분리
- 1984년 3월 1일 : 약목중·고등학교 통합
- 1989년 9월 1일 : 약목중·고등학교 분리
- 2007년 3월 1일 : 경상북도교육청 지정 자율학교(2012.02.29 까지)
- 2008년 3월 1일 : 신축교사로 이전
- 2008년 3월 9일 : 기숙사(동양관) 개관(70명)
- 2008년 8월 28일 : 교육과학기술부 지정 기숙형고
- 2010년 2월 12일 : 기숙사(서양관) 개관(96명)
- 2010년 12월 14일 : 선진형 교과교실제 교육과정 혁신학교 지정
- 2023년 6월 23일 : 경상북도교육청 지정 자율학교 연장(2025.02.28 까지)
- 2024년 1월 5일 : 제49회 졸업식(85명, 총 졸업생수 6,276명)
- 2024년 3월 1일 : 제22대 최혜정 교장 취임
- 2024년 3월 4일 : 제52회 입학식(96명)

## 참고 자료
- 약목고등학교 - 한국교육학술정보원 학교알리미